# Fossorochromis rostratus
Рід Fossorochromis складається з єдиного виду риб родини цихлові. Ендемік озера Малаві.

## Види
- Fossorochromis rostratus (Boulenger 1899)